# Spinotarsus dingaanus
Spinotarsus dingaanus är en mångfotingart som beskrevs av Christoph D. Schubart 1966. Spinotarsus dingaanus ingår i släktet Spinotarsus och familjen Odontopygidae. Inga underarter finns listade i Catalogue of Life.